# Idel Torriente
Idel Torriente Leal (* 9. September 1986) ist ein kubanischer Boxer. Er wurde im Jahre 2007 Sieger bei den Panamerikanischen Spielen und 2008 Sieger bei den Panamerikanischen Meisterschaften, jeweils im Federgewicht.

## Werdegang
Idel Torriente, der schon als Junior sehr erfolgreich war, wurde im Jahre 2005 in die kubanische Nationalmannschaft der Boxer aufgenommen und dem Leistungszentrum Havanna zugewiesen. 2005 trat er erstmals bei der kubanischen Meisterschaft der Senioren in Erscheinung. Er traf aber dort im Bantamgewicht schon im Viertelfinale auf Olympiasieger und Weltmeister Guillermo Rigondeaux, gegen den er nach gutem Kampf nach Punkten verlor (2:5). Im Jahre 2006 besiegte er bei der kubanischen Meisterschaft im Halbfinale des Bantamgewichtes das große Talent Rosniel Iglesias zur Überraschung der Experten nach Punkten, konnte aber im Finale gegen Guillermo Rigondeaux wieder nichts ausrichten und unterlag klar nach Punkten.
Im Jahre 2007 startete er bei der kubanischen Meisterschaft im Federgewicht und wurde mit einem Punktsieg (21:18) über Ivan Onate erstmals kubanischer Meister. Er kam nunmehr auch zu internationalen Einsätzen. Beim 26. Independence Cup in Santiago de los Caballeros in der Dom. Rep. siegte er über Roberto Navarro, Dom. Rep., durch Abbruch in der 2. Runde und siegte auch über dessen Landsmann Javier Fortuna durch Abbruch in der 3. Runde. Im Endkampf dieses Turnieres unterlag er aber etwas überraschend gegen Davi Sousa aus Brasilien nach Punkten (18:27) und belegte damit den 2. Platz.
Beim internationalen Turnier des kubanischen Boxverbandes Giraldo Córdova Cardín in Santa Clara gewann er im Endkampf über Ivan Onate und wurde damit Turniersieger im Federgewicht. Auch bei dem sich anschließenden Qualifikations-Turnier für die Pan Amerikanischen Spiele in Barquisimeto/Venezuela siegte Idel Torriente. Er kam dabei zu einem Punktsieg über Miguel Marriage, Kolumbien (20:13), zu einem K.-o.-Sieg in der 3. Runde über Franklin Manzanilla aus Venezuela und zu einem Punktsieg (17:5) über Abner Cotto, Puerto Rico. Bei den Pan Amerikanischen Spielen 2007 selbst, die in Rio de Janeiro stattfanden, siegte Idel Torriente über Jesus Cuellar aus Argentinien durch Abbruch in der 2. Runde und wurde Punktsieger über Nicholas Walters aus Jamaika, Orlando Rizo aus Nicaragua und Abner Cotto. Dabei fiel der Sieg über Abner Cotto mit 7:5 Treffern relativ knapp aus. Für Idel Torriente reichte er aber zum Sieg bei diesen Pan Amerikanischen Spielen.
Selbstverständlich wollte Idel Torriente auch bei den Weltmeisterschaften des Jahres 2007 in Chicago an den Start gehen. Der kubanische Boxverband zog aber kurzfristig seine Meldung für diese Meisterschaft wegen angeblicher Sicherheitsprobleme zurück. In Wirklichkeit war das eine Reaktion auf die Tatsache, dass sich in Rio de Janeiro Guillermo Rigondeaux und Erislandi Lara von der kubanischen Mannschaft abgesetzt hatten, weil sie in Deutschland Berufsboxer werden wollten. Beide Boxer wurden unter dubioser Mitwirkung der brasilianischen Behörden aber nach Kuba zurückgeführt. Bei einem Start in Chicago fürchtete das kommunistische System in Kuba offenbar weitere Fluchtversuche seiner Boxer.
Idel Torriente startete 2007 noch bei der Nationalen Team-Meisterschaft der kubanischen Leistungszentren. Er siegte dabei, für Havanna startend, über Yoendris Leyra, Santiago de Cuba, durch Abbruch in der 2. Runde, über Alexander Aragon aus Sancti Spíritus durch Abbruch in der 1. Runde, über Yoanny Limonta, Guantánamo, durch Abbruch in der 1. Runde, über Exer Rodriguez, Camagüey, durch Abbruch in der 4. Runde und über Luis Franco, Pinar del Río, nach Punkten. Diese fünf Kämpfe mussten innerhalb einer Woche absolviert werden. Diese Meisterschaft zeigt, wie sich die kubanischen Boxer ihre Härte holen, die sie dann auch bei internationalen Meisterschaften so erfolgreich sein lassen.
Das Jahr 2008 begann für Idel Torriente mit einer Niederlage. Im Finale der kubanischen Meisterschaft im Federgewicht unterlag er nämlich Ivan Onate nach Punkten (5:9) und wurde dadurch nur Vizemeister. Auch bei der sich anschließenden 4. kubanischen Olympiad in Havanna verlor er den Endkampf gegen Maskat Ospanow aus Kasachstan nach Punkten (4:10). Auch beim Strandja-Turnier in Plowdiw/Bulgarien musste er nach einem Sieg über Maksat Ospanow im Viertelfinale eine Niederlage hinnehmen. Er verlor gegen Dimitri Bulenkow aus der Ukraine klar nach Punkten (12:22). Der kubanische Verband setzte aber weiterhin auf ihn und schickte ihn zum Grand Prix Turnier nach Ústí nad Labem (Aussig). Dort gewann er über Dordschnjambuugiin Otgondalai aus der Mongolei, Paul Flemming, Australien und Chottelal Yadav aus Indien jeweils nach Punkten und wurde Turniersieger im Federgewicht.
Auch beim Olympia-Qualifikations-Turnier der Amerika-Gruppe in Port of Spain/Trinidad, zeigte sich Idel Torriente in hervorragender Form. Er belegte dort mit Siegen über Ray Sandiford, Guayana, Angel Rodriguez, Venezuela, Robson Conceicao, Brasilien und Luis Porozo, Ekuador den 1. Platz und qualifizierte sich damit für die Olympischen Spiele in Peking. Auch bei den schwach besetzten Pan Amerikanischen Meisterschaften 2008 in Cuenca/Ekuador wurde Idel Torriente Sieger. Da sein Halbfinalgegner Camillo Perez aus Puerto Rico wegen einer Verletzung nicht antreten konnte, genügte ihm dabei ein Punktsieg über Luis Porozo (11:3) zum Titelgewinn. Beim letzten Start vor den Olympischen Spielen in Peking musste dann Idel Torriente in Havanna beim Länderkampf Kuba gegen Frankreich von dem Franzosen Khedafi Djelkhir eine überraschende Punktniederlage hinnehmen.
Beim olympischen Boxturnier in Peking 2008 kam Idel Torriente zu Siegen über Prince Dzanie aus Ghana (11:2) und Dsorigtbaataryn Enchdsorig aus der Mongolei (10:9). Im Viertelfinale verlor er aber gegen Sahin Imranow aus Aserbaidschan knapp nach Punkten (14:16), womit er ausschied und ohne Medaille blieb.
Bei den Box-Weltmeisterschaften 2009 in Mailand war Torriente im Leichtgewicht als Favorit an Nummer eins gesetzt, erreichte nach Siegen über den Kasachen Gani Zhilauov (11:7) und den Niederländer Husnu Kocebas (8:0) aber nur das Viertelfinale, in dem er gegen den späteren Weltmeister Domenico Valentino, Italien, ausschied (5:10).

## Internationale Erfolge
| Jahr | Platz | Wettbewerb                                                                        | Gewichtsklasse | |
| ---- | ----- | --------------------------------------------------------------------------------- | -------------- | --- |
| 2007 | 2.    | 26. Copa Independencia in Santiago de los Caballero, Dom. Rep.                    | Feder          | hinter David Souza, Brasilien u. vor Javier Fortuna, Dom. Rep. |
| 2007 | 1.    | Giraldo Córdova Cardín-Turnier in Santa Clara/Kuba                                | Feder          | vor Ivan Onate, Kuba, Yasnier Toledo Lopez, Kuba u. Roberto Navarro, Dom. Rep.                                                                                             |
| 2007 | 1.    | Qualifikations-Turnier für die Panamerikanischen Spiele in Barquisimeto/Venezuela | Feder          | vor Abner Cotto, Puerto Rico u. Franklin Manzanilla, Venezuela |
| 2007 | 1.    | Panamerikanische Spiele in Rio de Janeiro                                         | Feder          | vor Abner Cotto, Puerto Rico, Orlando Rizo, Nicaragua u. David Souza |
| 2008 | 2.    | 4. Kubanische Olympiade in Havanna                                                | Feder          | hinter Maskat Ospanow, Kasachstan |
| 2008 | 5.    | "Strandjata"-Turnier in Plowdiw/Bulgarien                                         | Feder          | |
| 2008 | 1.    | Grand Prix Turnier in Ústí nad Labem (Aussig)                                     | Feder          | vor Chottelal Yadav, Indien u. Paul Flemming, Australien |
| 2008 | 1.    | Olympia-Qualifikations-Turnier in Port of Spain/Trinidad                          | Feder          | vor Luis Porozo, Ekuador u. Robson Conceicao, Brasilien |
| 2008 | 1.    | Panamerikanische Meisterschaft in Cuenca/Ekuador                                  | Feder          | vor Luis Porozo |
| 2008 | 5.    | OS in Peking                                                                      | Feder          | mit Siegen über Prince Dzanie, Ghana (11:2), Dsorigtbaataryn Enchdsorig, Mongolei (10:9) u. einer Niederlage im Viertelfinale gegen Sahin Imranow, Aserbaidschan (14:16)   |
| 2009 | 5.    | WM in Mailand/Italien                                                             | Leicht         | mit Siegen über Gani Zhailauov, Kasachstan, (11:7), und Husnu Kocebas, Niederlande, (8:0), u. einer Niederlage im Viertelfinale gegen Domenico Valentino, Italien, (5:10). |

## Länderkämpfe
| Jahr | Ort       | Begegnung             | Gewichtsklasse | Ergebnis                                 |
| ---- | --------- | --------------------- | -------------- | ---------------------------------------- |
| 2007 | Bukarest  | Rumänien gegen Kuba   | Feder          | Punktsieger über Traian Lupu             |
| 2007 | Amiens    | Frankreich gegen Kuba | Feder          | Punktsieger über Hicham Ziouti           |
| 2008 | Havanna   | Kuba gegen Frankreich | Feder          | Punktniederlage gegen Khedafi Djelkhir   |
| 2009 | Mailand   | Italien gegen Kuba    | Leicht         | Punktniederlage gegen Domenico Valentino |
| 2009 | Modena    | Italien gegen Kuba    | Leicht         | Punktsieger über Ignazio Crivello        |
| 2009 | Paris     | Frankreich gegen Kuba | Leicht         | Punktsieger über Chabane Fehim           |
| 2009 | Levallois | Frankreich gegen Kuba | Leicht         | Punktsieger über Chabane Fehim           |

## Kubanische Meisterschaft
| Jahr | Platz | Gewichtsklasse | Ergebnis                                   |
| ---- | ----- | -------------- | ------------------------------------------ |
| 2006 | 2.    | Bantam         | Punktniederlage gegen Guillermo Rigondeaux |
| 2007 | 1.    | Feder          | Punktsieger über Ivan Onate                |
| 2008 | 2.    | Feder          | Punktniederlage gegen Ivan Onate           |
| 2009 | 2.    | Leicht         | Punktniederlage gegen Yordenis Sotomayor   |

Anm.: OS = Olympische Spiele, Bantamgewicht bis 54 kg, Federgewicht bis 57 kg, Leichtgewicht bis 60 kg Körpergewicht